# Sociální mobilita
Sociální mobilita označuje přechod individua, sociálního objektu, hodnoty nebo skupin z jednoho socioekonomického postavení do druhého. Může se jednat o pohyb v rámci ekonomického, politického či prestižního statusu. Ke změně ve společenské hierarchii může docházet ale i v jiných sférách, například ve sféře vzdělanostní. Tento pojem do sociologie uvedl ve stejnojmenné knize Pitirim Sorokin v roce 1927.

## Dělení
Sociální mobilita se dělí na horizontální a vertikální, tyto se často kombinují. Horizontální nebo také laterální sociální mobilita je přechod z jedné skupiny do jiné v rámci jedné úrovně (např. změna občanství, změna bydliště, sňatek, rozvod). Vertikální mobilitou se míní přesun individua z jedné vrstvy do druhé. Jedinci získávající příjem, vlastnictví či status jsou vzestupně mobilní, naopak jedinci pohybující se v opačném směru, jsou sestupně mobilní.
Dále se rozlišuje sociální mobilita individuální a skupinová. Vedle změny pozice jedince může docházet i k změně pozice skupin (např. změny společenské pozice Židů v dějinách, změna prestiže povolání horník v ČR).
Sociální mobilita může probíhat v rámci života jedince (intragenerační sociální mobilita). Liší-li se sociální status jednoduše řečeno ob generaci – postavení babičky a vnučky, nebo dědečka a jeho vnuka (vždy se uvažuje o jednom nebo druhém pohlaví, nikdy v kombinaci), pak mluvíme o mezigenerační neboli „Intergenerační“ sociální mobilitě.
Sociální mobilita úzce souvisí se stratifikačním systémem. V tomto systému bývá obvykle za nejdůležitější měřítko považován profesní status. Povolání bývá často spojováno s podílem na ekonomické a politické moci. Některé systémy mobilitu podporují více, jiné méně, některé ji vůbec neumožňují (např. kastovní systém). V této souvislosti se také někdy hovoří o čistě askriptivní společnosti. Z hlediska propustnosti hranic mezi jednotlivými segmenty sociální stratifikace jde o společnost sociálně uzavřenou. Druhým extrémem je utopická společnost rovných šancí, v níž pouze talent, schopnosti a výkon člověka určují, jakou profesi a odtud sociální status a privilegia získá. Taková společnost se často nazývá zásluhová, výkonová nebo meritokratická. V takovém případě se hovoří o společnosti sociálně otevřené, s možností velké sociální mobility. Z míry otevřenosti či uzavřenosti společnosti můžeme určit na jakém stupni demokratizace se daná společnost nachází. Sociální mobilita je nezbytná pro zachování legitimity sociální systému. Pokud v sociálním systému není umožněna plná sociální mobilita, může dojít ke snižování důvěry v základní společenské instituce, což může vést až k celkovému zhroucení systému.
Hovoříme-li o otevřenosti společnosti, je třeba odhlédnout od tzv. strukturní mobility, která je jen důsledkem technologického pokroku a nevypovídá nic o sociálně politickém vývoji společnosti směrem k větší otevřenosti.

## Srovnávací výzkum sociální mobility
Vertikální mobilita je jedním z měřítek, díky němuž se dozvídáme, jak nadaní jedinci narození v méně zámožné rodině mohou postupovat na socioekonomickém měřítku. Jedním z prvních sociologů zkoumajících sociální mobilitu byl Pitirim Sorokin, který v roce 1927 ve své práci zahrnul celou řadu společností spolu se starou Čínou a antickým Římem. Také provedl studii ve Spojených státech, kde zjistil, že vzestup po socioekonomickém žebříčku není tak snadný, jak by se mohlo díky ‚americkému snu‘ zdát. Způsoby, jakými se těchto závěrů dopátral, byly však příliš jednoduché.
Daleko lepší a podrobnější obraz sociální mobility v USA poskytl výzkum Petera Blaua a Otise Dudleyho Duncana z roku 1967. Pro výzkum byla shromážděna data od dvaceti tisíc mužů z celých Spojených států. Blau a Duncan dospěli k výsledku, že přestože vertikální mobilita existuje, jde většinou o pohyb mezi vzájemně velmi blízkými kategoriemi. Mobilita spojená s výraznými posuny po socioekonomickém žebříčku je poněkud vzácná. Závěrem výzkumu bylo také to, že sestupná sociální mobilita sice existuje, jak mezi generacemi, tak v kariéře jedince, ale objevuje se mnohem méně než pohyb směrem vzhůru, tedy mobilita vzestupná
Nejslavnější mezinárodní studii vypracovali Seymour Martin Lipset a Richard Bendix v roce 1959, kteří zahrnuli data z Velké Británie, Francie, Západního Německa, Švédska, Švýcarska, Japonska, Dánska, Itálie a Spojených států. Zjistili, že přesun od manuální k nemanuální práci se příliš mezi Spojenými státy a Evropou neliší, a to bylo díky tomu, že tyto země procházely podobnými změnami v expanzi nemanuálních pracovních míst. Zatímco vertikální posun přes hranici, která odděluje manuální a nemanuální práci byl v USA 30 %, v evropských zemích zahrnutých do výzkumu kolísal mezi 27 a 31 %. Avšak tato práce byla zpochybňována například Davidem Gruskym a Robertem Hauserem, kteří tvrdili, že mezi zmiňovanými zeměmi Evropy jsou výrazné rozdíly, pokud bereme v potaz i mobilitu sestupnou či spojenou s výrazným posunem.

### Sestupná mobilita
Přestože sestupná mobilita není tak častá jako vzestupná, patří k běžným jevům. Spojujeme ji s psychickými problémy jedinců, kteří nejsou s to udržet si životní styl, kterému přivykli. Sestupná mobilita se projevuje především při propouštění. Zejména lidé středního věku si po propuštění stěží nacházejí nové zaměstnání nebo najdou pracovní pozici  s nižším příjmem než v minulosti.

## Sociální mobilita a úspěch
V moderní společnosti převládá přesvědčení, že kdokoli pomocí píle a vytrvalé práce může dosáhnout vrcholu. Statistiky ale ukazují, že se to podaří jen málokomu, protože míst na vrcholu společenské pyramidy je omezené množství. Navíc jsou zde zvýhodněni jedinci, kteří už bohatstvím disponují, a to často díky dědictví po svých rodičích. Někteří marxističtí sociologové pojem sociální mobility úplně odmítají. Podle nich v kapitalistickém systému není vzestupný pohyb v rámci společnosti vůbec možný. V případě, že ve společnosti některým lidem není umožněn společenský vzestup, přestože je tato možnost deklarována, hovoříme o takzvané nepravé mobilitě.

## Ukazatele sociální mobility

### Zdravotní stav
Vztahem mezi sociální mobilitou a zdravotním stavem se zabývá více teorií. Mezi nejdůležitější se řadí teorie společenské příčiny a teorie zdravotní výběru. Tyto teorie zkoumají zdali zdravotní stav podmiňuje sociální mobilitu nebo sociální mobilita podmiňuje zdravotní stav. Dle teorie společenské příčiny je zdravotní stav jedince určen sociálními faktory (např. individuálním chováním nebo podmínkami prostředí). Naopak dle teorie zdravotní výběru zdravotní stav určuje do jaké sociální třídy jedinec připadne. Nedávná studie ukazuje, že teorie sociální příčiny je z empirického hlediska více pravděpodobná, než teorie zdravotní výběru.

### Úroveň vzdělání
Úroveň vzdělání může přispět k horizontálnímu posunu jedince mezi sociálními třídami v rámci společnosti. Rozdíly mezi kvalitou vzdělání a investicemi do vzdělání mezi elitními a standardními univerzitami jsou považovány za příčinu nižší sociální mobility střední a nižší sociální třídy. Naopak sociální mobilita vyšší sociální třídy je vyšší díky dostupnosti finančních prostředků nutných ke studiu elitní univerzity. Dalším příkladem rozdílu mezi vyššími a nižšími sociálními třídami je možnost dětí z vyšších sociálních tříd navštěvovat vzdělávací kurzy, které zvyšují jejich šance na budoucí úspěch v akademické sféře.

### Příjmy
Kromě sociální mobility rozlišujeme také mobilitu ekonomickou. Ekonomická mobilita je primárně využívána ekonomy ke zhodnocení mobility příjmu. Naopak sociální mobilita je primárně využívána sociology k zhodnocení třídní mobility. Jak moc spolu ekonomická a sociální mobilita souvisí, záleží na síle mezigeneračního vztahu mezi sociální třídou a příjmem rodičů a jejich dětí. Ekonomická a sociální mobilita jsou navíc zmiňovány ve spojitosti s Gatsbyho křivkou. Tento model ukazuje, že čím větší jsou rozdíly v rámci ekonomické nerovnosti, tím menší je míra relativní sociální mobility. Čím větší je rozdíl mezi horní a spodní hranicí příjmů, tím méně je pravděpodobná vzestupná mobilita osob s nízkými příjmy. Tento problém je způsoben tím, že kvůli tak velkému rozdílu lidé na spodní hranici ztratili víru v možnou vzestupnou mobilitu, a proto nejsou ochotni investovat do lidského kapitálu. Podobný efekt lze vidět u studentů, kteří nedokončí středoškolské vzdělání. Většinou se jedná studenty z rodin s nižšími příjmy, kteří již nevidí smysl v investování do jejich vzdělání poté, co nedosahují uspokojivých akademických výsledků. Výsledkem je tedy ukončení studia a připojení se k pracující společnosti.

### Gender
Ženy v porovnání s muži čelí nižší sociální mobilitě. Jedním z možných důvodů je méně kvalitní či žádné vzdělání, které řada žen ve světě obdrží, respektive neobdrží. V zemích jako Indie je běžné, že vzdělané ženy často své vzdělání nemají možnost využít v pohybu vzhůru po socio-ekonomickém žebříčku, a to z důvodu tradic. Od žen je očekáváno, že se budou starat o domácnost. Řada rodin v zaostalých zemích tedy spíše investuje do vzdělání jejich synů.

### Rasa
Vliv rasy na sociální mobilitu má své kořeny již v kolonialismu. Rasa a její vliv na sociální mobilitu je v dnešní době předmětem řady diskuzí. Studie na brazilské společnosti ukázala, že pouze ve vyšších společenských vrstvách se nesetkáme s vlivem rasové diskriminace. Řada studií také potvrzuje, že v případě jedinců, kteří jsou součástí menšiny, dochází v jejich zaměstnání k většímu dohledu, což může často vést k propuštění daného jedince. Tato ekonomická nejistota omezuje vzestupný vertikální pohyb po socioekonomickém žebříčku.

## Sociální mobilita v ČR
Česká republika se v žebříčku indexu sociální mobility utvářeného Světovým ekonomickým fórem (z roku 2020) umístila na 19. místě z 82 zemí, mezi Irskem a Singapurem. Pro srovnání, Polsko se umístilo na 29. místě a Slovensko na 32. místě. Samotný index je tvořen dílčími indikátory. Česká republika je například nejlepší ze všech, co se nezaměstnanosti lidí s vysokým vzděláním týče. Další silnou stránkou České republiky je nízká příjmová nerovnost. Naopak propadá v poměru učitelů základních škol vůči žákům, v nejlepších zemích je tento poměr pouhých 9 žáků na učitele, v ČR je to 19.